# The Lady Tasting Tea
The Lady Tasting Tea: How Statistics Revolutionized Science in the Twentieth Century ist ein Buch von David Salsburg über die Geschichte der modernen Statistik und ihre Rolle bei der Entwicklung von Wissenschaft und Industrie.
| Autor                  | David Salsburg                          |
| Land                   | USA                                     |
| Sprache                |                                         |
| Thema                  | Statistiken                             |
| Genre                  | Geschichte der Wissenschaft und Technik |
| Herausgeber            | Henry Holt and Company                  |
| Veröffentlichungsdatum | 1. Mai 2002                             |
| Medientyp              | Drucken (Taschenbuch)                   |
| Seiten                 | 352 Seiten                              |
| ISBN                   | 0-8050-7134-2                           |

Salsburg war der erste Statistiker, der von Pfizer eingestellt wurde. Der Titel des Buches stammt von der „Dame, die Tee verkostet“, einem Beispiel aus dem berühmten Buch The Design of Experiments von Ronald Aylmer Fisher. In Bezug auf Fishers Beispiel schrieb die Statistikerin Debabrata Basu, dass „der berühmte Fall der ‚Tee probierenden Dame‘  eine der beiden tragenden Säulen [...] der Randomisierungsanalyse experimenteller Daten“ sei.

## Zusammenfassung
Das Buch erörtert die statistische Revolution im 20. Jahrhundert, als die Wissenschaft von einer deterministischen Sichtweise (Uhrwerk-Universum) zu einer Perspektive überging, die sich hauptsächlich mit Wahrscheinlichkeiten, Verteilungen und Parametern befasste. Salsburg erreicht dies durch eine Sammlung von Geschichten über die Menschen, die für den Wandel von entscheidender Bedeutung waren, angefangen bei Männern wie Ronald Aylmer Fisher und Karl Pearson. Er erörtert ausführlich, wie viele dieser Menschen ihre eigene Statistikphilosophie und insbesondere ihr eigenes Verständnis der statistischen Signifikanz hatten.  Dabei führt er auf sehr untechnische Weise verschiedene statistische Ideen und Methoden ein, wie die Maximum-Likelihood-Methode und das Bootstrapping-Verfahren.

## Rezeption
Das Buch wurde allgemein gut aufgenommen und in verschiedenen medizinischen und statistischen Fachzeitschriften behandelt.  Rezensenten aus dem medizinischen Bereich gefielen Salsburgs Berichterstattung über Fishers Widerstand gegen frühe Forschungen zu den gesundheitlichen Auswirkungen von Tabak.  Kritiker waren mit bestimmten Meinungen, die Salsburg äußerte, nicht einverstanden, etwa mit seiner nüchternen Darstellung der Bayessche Statistik und seiner scheinbaren Verachtung für die reine Mathematik.  Dennoch schätzten fast alle Rezensenten die interessante Lektüre und empfahlen das Buch Fachleuten sowie einem breiten Publikum.